# 拉纳拉花园

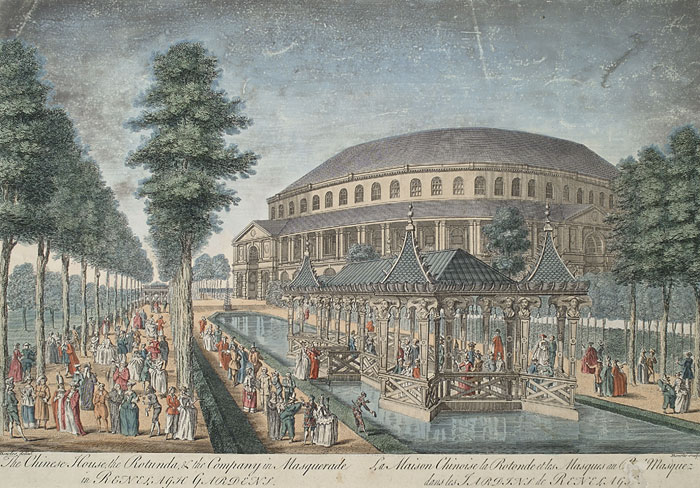
花园建筑，1754年绘

拉纳拉花园（英語：Ranelagh Gardens，/ˈrænɪlə/）伦敦切尔西区泰晤士河畔的休闲花园。在切尔西皇家医院以东。1742年开放，1805年关闭，其所在地原为1688–89年间建造的第一拉纳拉伯爵理查德·琼斯（Richard Jones, 1st Earl of Ranelagh）的拉纳拉府（Ranelagh House），故得名。